# Wojciech Buciarski
Wojciech Buciarski (* 17. April 1950 in Warschau) ist ein ehemaliger polnischer Leichtathlet, der sich auf den Stabhochsprung spezialisiert hat. Er war Inhaber des polnischen Landesrekordes und wurde 1975 in Katowice Vizehalleneuropameister. Sein sohn Piotr Buciarski war für Dänemark ebenfalls als Stabhochspringer aktiv und seine Schwiegertochter Rachel Yurkovich war Speerwerferin. 

## Sportliche Laufbahn
Erste internationale Erfahrungen sammelte Wojciech Buciarski vermutlich im Jahr 1971, als er bei den Halleneuropameisterschaften in Sofia mit übersprungenen 4,80 m den siebten Platz belegte. Im Sommer schied er dann bei den Freiluft-Europameisterschaften in Helsinki mit 4,90 m in der Qualifikationsrunde aus. Im Jahr darauf nahm er an den Olympischen Sommerspielen in München teil und gelangte dort mit 5,00 m im Finale auf den zehnten Platz. 1974 belegte er bei den Halleneuropameisterschaften in Göteborg mit 5,20 m den vierten Platz und im September wurde er bei den Freiluft-Europameisterschaften in Rom mit 5,30 m ebenfalls Vierter. Im Jahr darauf gewann er bei den Halleneuropameisterschaften in Katowice mit 5,30 m die Silbermedaille hinter dem Finnen Antti Kalliomäki und 1976 belegte er bei den Olympischen Sommerspielen in Montreal mit 5,45 m im Finale den fünften Platz. 1979 klassierte er sich bei den Halleneuropameisterschaften in Wien mit 5,40 m auf dem fünften Platz und daraufhin trat er nicht mehr international in Erscheinung.
1970 wurde Buciarski polnischer Meister im Stabhochsprung im Freien sowie 1974 in der Halle.